# Schlacht bei Struth
Während der Schlacht bei Struth am 7. April 1945 kam es zu den schwersten Kampfhandlungen im Zweiten Weltkrieg auf thüringischem Boden.

## Beteiligte Truppenverbände

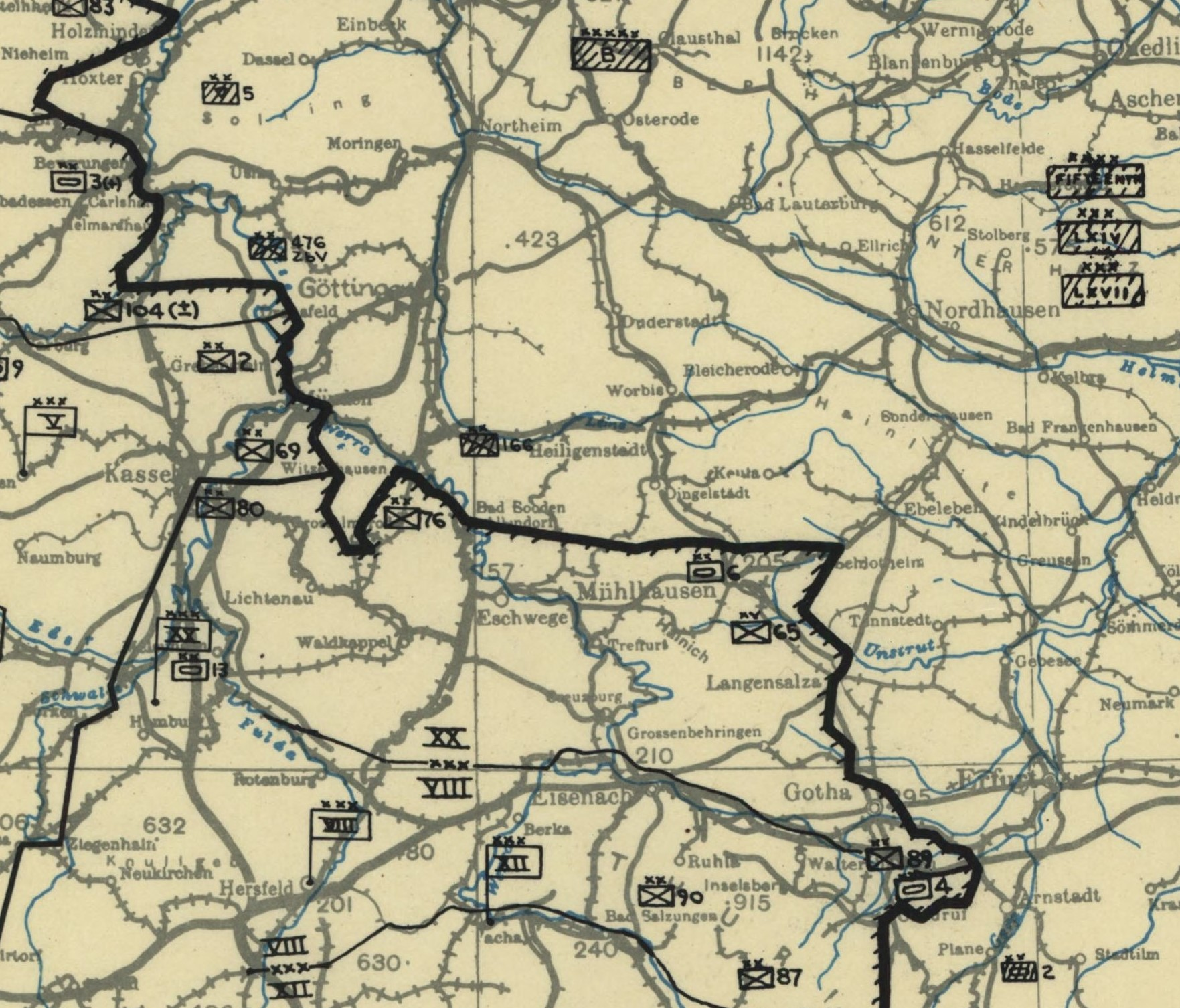
Frontverlauf am 7. April bei Mühlhausen

Auf deutscher Seite kamen ein Infanterieregiment unter Oberst Worgitzky, ein Infanterieregiment unter von Hirschfeld, die Pionierbrigade 688, Teile des Fallschirmjägerregimentes 15, die Panzerjägerlehrabteilung 130, Panzer der Panzertruppenschule Eisenach, eine Abteilung „leichte Flak“ sowie eine Artillerie-Batterie mit vier 10,5-cm-Geschützen zum Einsatz. Nach dem amerikanischen Frontbericht des Colonel Flynn vom 8. April wurden diese Truppen mit 1000 Mann Feindtruppen und 30 Feindpanzern abgeschätzt.
Auf US-amerikanischer Seite bildeten die 6. US-Panzerdivision und die 65. Infanteriedivision (Hauptquartier Treffurt) die linke Flanke der als Teil der 12. amerikanischen Armeegruppe voranschreitenden 3. US-Armee unter Generalleutnant George S. Patton.

## Ablauf der Schlacht
Die deutschen Truppenverbände sollten einen Flankenangriff gegen die nach Mitteldeutschland vorgerückte 3. US-Armee führen und wurden im Bereitstellungsraum Küllstedt zusammengezogen. Die Spitzenverbände der US-Divisionen waren in einem Zangenangriff über Heyerode und Eigenrieden bis nach Mühlhausen vorgedrungen, das am 5. April 1945 kampflos besetzt wurde.
Die Panzerjägerlehrabteilung 130 nahm Stellung im Westen von Küllstedt. Zur Vorbereitung der Kampfhandlungen wurde am 6. April das Eisenbahnviadukt bei Büttstedt gesprengt. Die Panzer sammelten sich am Küllstedter Sportplatz. Das Dorf Struth war seit dem 5. April von der US-amerikanischen Infanterie (3. Bataillon des 261. US-Infanterieregiments) besetzt und ein Fahrzeugpark im Westen des Ortes angelegt worden.
Der Angriff auf Struth erfolgte am 7. April ab 2:30 Uhr. Er entwickelte sich im Norden zu einem verbissenen Häuserkampf. Im Westen wurde von den deutschen Panzern der Wagenpark des US-Bataillons beschossen. Auch am Ostrand von Struth blieb der durch das Pionierbataillon 688 geführte deutsche Angriff stecken. Dort wurden amerikanische Panzerzerstörer eingesetzt. Diese zerstörten auch ein deutsches Sturmgeschütz, das bis in Ortsmitte vorgerückt war. Der deutsche Angriff wurde vollends zum Stoppen gebracht durch Granatwerfereinsatz und den Beschuss durch eine Artillerie-Batterie, die in Eigenrieden Stellung bezogen hatte. Ein deutscher Flankenangriff wurde von den Amerikanern in Dörna unter hohen Verlusten für die Wehrmacht-Soldaten abgewehrt. Die deutschen Panzer, Sturmgeschütze und der Tross von Oberst Worgitzky wurden ab 9 Uhr des 7. April von einer Staffel amerikanischer Jagdflugzeuge vom Typ P-51 „Mustang“ durch Beschuss zerstört. Ebenso vier auf dem Rain bei Struth positionierte Flak-Geschütze. Durch die Besetzung Dingelstädts von Mühlhausen aus drohten die deutschen Verbände schließlich vom Rückzug abgeschnitten zu werden.
Der Häuserkampf in Struth tobte noch bis in den Nachmittag und wurde von amerikanischen Entsatztruppen entschieden. Die erkämpften Häuser wurden in Brand gesetzt: „...so kam nun, als der Kampf vorüber, für viele Familien die endgültige Vernichtung von Besitz und Gut durch Feuer und Brand. Haus um Haus im umkämpften Bereich, von den Amerikanern zurückerobert, geht angezündet in Flammen auf. Die Bewohner wurden am Löschen gehindert und waren zur Flucht gezwungen, um das nackte Leben zu retten“.

## Folgen der Schlacht
- Auf der Verfolgungsjagd gegen die deutschen Verbände drangen die Amerikaner noch am selben Tag bis weit ins östliche Eichsfeld vor. Zur Vereinigung von Truppenverbänden der 3. und der 1. US-Armee kam es schließlich am 9. April 1945 in Heiligenstadt.
- 253 deutsche und 50 amerikanische Soldaten sowie zahlreiche Zivilisten wurden während der Kampfhandlungen getötet.
- 630 deutsche Soldaten gerieten in Gefangenschaft.
- 65 Häuser, 77 Ställe, 88 Scheunen, der Kindergarten sowie die Zigarrenfabrik wurden zerstört sowie weitere 10 Häuser beschädigt.
- Der Kirchturm wurde durch drei deutsche Panzergranaten zerstört.
- Das Erklingen der freischwebenden Glocken wurde den Struthern später als Partisanentätigkeit ausgelegt, ist aber auf den Beschuss während der Kampfhandlungen zurückzuführen. Außerdem soll die genaue Lage des US-Gefechtsstandes verraten worden sein. Den Struther Bürgern wurde danach die Erschießung angedroht. Dies verhinderten Freiherr von Fries und der Struther Pfarrer Lerch. Erschossen wurde jedoch der als „Unterbürgermeister“ stellvertretend inhaftierte Albert Ruhland.